# کانیا
کانیا (به مجاری:  Kánya) یک منطقهٔ مسکونی در مجارستان است که در ناحیه تاب واقع شده‌است. کانیا ۱۴٫۵۱ کیلومتر مربع مساحت و ۴۱۰ نفر جمعیت دارد.